# Барановский, Михаил Анатольевич
Михаил Анатольевич Барановский (род. 24 мая 1963, Ростов-на-Дону) — писатель, сценарист и драматург, художник, журналист.

## Биография
Михаил Барановский родился 24 мая 1963 года в Ростове-на-Дону, внук писателя Михаила Ефимовича Штительмана (1911—1941).
В 1980 году поступил в Ростовский государственный университет (РГУ) на отделение журналистики филологического факультета.
В 1985 году получил диплом журналиста и устроился на работу в молодёжную газету «Комсомолец». Затем возглавлял ростовский филиал московского издания «Коммерсантъ Weekly».
В 2000 году переехал из Ростова-на-Дону в Москву.
В 2014 году переехал в Израиль и поселился в Нетании.

## Творчество
В 1994 году Михаил Барановский опубликовал в Ростове свой первый сборник рассказов «Израиловка».
В 2001 году, уже в Москве, вышла следующая книга — «Последний Еврей».
В Москве Барановский начал писать сценарии.
На 17 января 2009 года в московском Доме культуры имени Зуева была намечена премьера спектакля по пьесе Барановского «Про баб», поставленного режиссёром Ольгой Субботиной, однако администрация сцены запретила показ спектакля на своей площадке, усмотрев в тексте нецензурную лексику.
Премьера спектакля состоялась в 2010 году на сцене московского Театра Луны.
В 2020 году Михаил Барановский опубликовал в США свою кинопьесу «Танго смерти», основанную на реальных событиях, которые произошли во время Второй мировой войны. Книга рассказывает о скрипаче и дирижере Якобе Мунде и его оркестре, а также о сотнях тысяч евреев, которые были замучены и убиты в Яновском концлагере. В книге собрано 60 документальных фотографий, свидетельствующих о событиях, произошедших 1932—1944 годах.
В мае 2020 книга «Танго смерти» также вышла на русском языке.

## Пьесы
- «Про Баб», режиссер Ольга Субботина, «Другой театр», Москва, 2010.
- «Невостребованный прах», режиссер Юрий Гольдин, театр «Маленький», Тель-Авив, 2016.
- «Русская Рулетка», режиссер Юрий Гольдин. Камерный Театр. Ярославль. 2019.
- «Русская Рулетка», режиссер Юрий Гольдин, , театр «Маленький», Тель-Авив, 2021.

## Сценарии
- Сериал «Таксистка» 2004 г. реж. О. Музалева.
- Сериал «Девочки» 2006, реж. М. Левитин.
- Сериал «Час Волкова» 2007, реж. А. Грабарь.
- Сериал «Сестры Королевы» 2010, реж. Р. Нестеренко.
- Сериал «Склифосовский» 2012 , реж. Ю. Краснова.
- Сериал «Твой мир» 2012, реж. Е. Двигубская.

## Книги
- Михаил Барановский. Израиловка. — Ростов-на-Дону: 1999.
- Михаил Барановский. Последний еврей. — М: Российские Вести, 2002. — 244 с. — ISBN 5-93429-010-X.
- Михаил Барановский. Про баб. — М.: АСТ, Астрель, 2011. — 320 с. — ISBN 978-5-17-070328-9.
- Михаил Барановский. Форточка с видом на одиночество. — М.: АСТ, Астрель, 2011. — 352 с. — ISBN 978-5-17-070302-9.
- Михаил Барановский. Чужие сны. — М.: АСТ, Астрель, 2011. — ISBN 978-5-17-074367-4.
- Михаил Барановский. Джинса — М.: АСТ, 2012. — ISBN 978-5-271-40381-1.
- Михаил Барановский. Я воспитываю папу. — М.: Клевер Медиа Групп, 2013. — ISBN 978-5-91982-162-5.
- Михаил Барановский. Собачий вальс. — М.: Клевер Медиа Групп, 2013. — ISBN 978-5-91982-317-9
- Mikhail Baranovskiy. Tango of Death. A True Story of Holocaust Survivors — Mr. Mintz, 2020. — ISBN 979-8620147014
- Михаил Барановский. Танго смерти. ISBN 978-5-4498-7152-7

## Живопись (персональные выставки)
- Театр «Gesher» (Тель-Авив, Израиль), 2017.
- Галерея Clowns & Pferde (Эссен, Германия), 2018.
- Oriel gallery (Тель-Авив, Израиль), 2019.